# وزارة الإدارة المحلية (اليمن)
وزارة الإدارة المحلية في اليمن ويقصد بها الانتقال من الحكم المركزي إلى الحكم اللامركزي، وقد قطعت اليمن شوطاً كبير في هذا الجانب.
وتعمل السلطات اليمنية في الوقت الحاضر على توسيع نطاق الحكم المحلي وتوزيع الصلاحيات.
القانون اليمني يتيح للمواطن حرية الاختيار في من ينوب عنه في المجلس المحلي من خلال الانتخابات الحرة والنزيهة والتي تشرف عليها منظمات المجتمع المدنية المحلية والإقليمية والعالمية.

## الوزير
الوزير الحالي هو حسين عبد الرحمن عبد القادر الأغبري (18 ديسمبر 2020-).

## المهام والاختصاصات
تتولى وزارة الإدارة المحلية في اطار الدستور والتشريعات النافذة والسياسات العامة للدولة الإشراف على تطبيق نظام السلطة المحلية وتحديد كافة المتطلبات اللازمة لتفعيله وتطويره وبما يحقق أهدافه، ولها في سبيل ذلك ممارسة المهام والاختصاصات الآتية:
1. الإشراف على تطبيق نظام السلطة المحلية ودراسة وتقييم تطبيقاته المختلفة في الوحدات الإدارية والعمل على معالجة الصعوبات والمعوقات التي قد تواجه عملية التطبيق.
2. وضع وإعداد الاستراتيجيات والخطط والسياسات العامة الهادفة تطوير نظام السلطة المحلية والنهوض بأعبائه ومتطلباته ومتابعة تنفيذها بعد إقرارها.
3. تقديم المقترحات الهادفة تنسيق وتطوير السياسات الحكومية والنظم الرئيسية للإدارة العامة بصورة تحقق انسجام وتكامل هذه السياسات والنظم لتفعيل نظام اللامركزية الإدارية والمالية.
4. اقتراح النظم الخاصة بعمل السلطة المحلية طبقاً للقانون ومتطلبات تنفيذه.
5. دراسـة واستقراء الأوضاع الإدارية والاقتصادية والاجتماعية وكذا تقارير ومخرجات عمل الوحدات الإدارية والتنسيق مع الوزارات والأجهزة المركزية الأخرى فيما يتصل بتوفير الخدمات الفنية والإمكانات الأساسية من بنى إدارية وبشرية ومادية ووسائل عمل للنهوض بعمل أجهزة السلطة المحلية.
6. متابعة الأجهزة المركزية المعنية بشأن تنفيذ المشاريع التنموية التي تخص الوحدات الإدارية والتي يتعذر عليها تنفيذها وفقاً للقانون.
7. وضع واعـــــداد المقترحـــــات بشـــأن توسيع نطاق اللامركزيـــــة الإدارية من خلال نقل المزيد من الصلاحيات والاختصاصات من الأجهزة المركزية إلى الوحدات الإدارية في مجال تقديم الخدمات وتنفيذ الأنشطة.
8. إعداد مشاريع الخطط القصيرة والمتوسطة والطويلة الأجل في مجال أنشطة الوزارة ومتطلبات تطبيق وتوسيع نظام السلطة المحلية.
9. تحديد قوام المجلس المحلي على مستوى كل محافظة ومديرية طبقاً للأسس والمعايير المحددة قانوناً وابلاغها للجنة العليا للانتخابات لاجراء الانتخابات على أساس هذا التحديد.
10. المتابعة والتنسيق مع اللجنة العليا للانتخابات بشأن انتخابات المجالس المحلية في الوحدات الإدارية.
11. الإعـــــداد والتحضير للانتخابـــــات الداخليـــــة للمجالس المحليـــــة والإشراف عليهــا وتوثيق نتائجها.
12. متابعة ما يخلو من مقاعد في عضوية المجالس المحلية وابلاغ اللجنة العليا للانتخابات بذلك لاجراء انتخابات شغلها في المواعيد المقررة قانوناً.
13. رفع المقترحات إلى مجلس الوزراء بمخصصات بدل الانتقال لأعضاء المجالس المحلية لحضور الاجتماعات المنعقدة لمجالسهم وكذا المكافآت الشهرية المقطوعة لأعضاء الهيئات الإدارية المتفرغين وفقاً للقانون ولائحته التنفيذية.
14. إعداد الدراسات والبحوث العلمية والمسوحات الميدانية لأغراض التقسيم الإداري للجمهورية طبقاً للأسس والمعايير القانونية وتقديم المقترحات بالتشريعات والخرائط المحددة للتقسيمات الإدارية وحدودها.
15. توثيق التقسيم الإداري للجمهورية وخرائطه وما يطرأ عليه من تعديل.
16. تنظيم برامج تدريبية لاعضاء المجالس المحلية والقيادات المحلية الأخرى وكذا وضع برامج تدريبية للعاملين في الوحدات الإدارية والتنسيق بشأن تنفيذها مع الجهات المعنية.
17. وضع الخطط والبرامج التنفيذية لتنمية القيادات المحلية وتدريبها وتعريفها بالأسس الدستورية والقانونية لإدارة الدولة ونظام السلطة المحلية وغيرها من المجالات ذات العلاقة بمهامها واختصاصاتها.
18. وضع مشاريع متكاملة للوفاء باحتياجات الوزارة ومتطلبات التطوير المؤسسي لنظام السلطة المحلية والسعي للحصول على مصادر تمويل من الدول والمنظمات والجهات المانحة بالتنسيق مع الأجهزة المركزية المعنية.
19. دراسة مقترحات السلطة المحلية بشأن اتفاقيات التوأمة بين المدن وغيرها من اشكال التعاون وتطويرها والإشراف على تنفيذها.
20. إرساء وإدارة نظام للمعلومات يكفل توفير كافة المعلومات والبيانات ذات الصلة بنظام السلطة المحلية والعمل على اقامة شبكة معلومات تربط بين الوزارة والوحدات الإدارية والتنسيق مع الجهات ذات العلاقة فيما يتعلق بمدخلات هذا النظام ومخرجاته.

1. تنظيم المؤتمرات السنوية للمجالس المحلية واقتراح جداول أعمالها ومتابعة تنفيذ قراراتها وتوصياتها واعداد التقارير عن مستوى التنفيذ.
2. الاشتراك في المؤتمرات المحلية والإقليميـة والدولية المتعلقة بنشاط الـــــوزارة.
3. تجارب وتطبيقات نظام اللامركزية في الدول الأخرى والإفادة منها في تطوير تجربة نظام السلطة المحلية.
4. تنظيم مشاركــــة السلطة المحليــــة في المؤتمرات والفعاليات الداخليــــة والخارجية والموافقة على ترشيح وسفر الوفود وفقاً للأنظمة النافذة.
5. إعداد الدراسات والبحوث المختلفة عن الموارد المالية للوحدات الإدارية بمصادرها المختلفة ومدى كفايتها واثرها على التنمية المحلية واقتراح وسائل واليات تنميتهـــا وإضافة مصادر جديدة لرفدهـــا بالتنسيق مع الجهات ذات العلاقة.
6. الإشراف والرقابة على تحصيل الموارد المالية للوحدات الإدارية وتقييم كفاءه التحصيل واتخاذ الإجراءات والتدابير المناسبة لمواجهة صعوبات ومعوقات التحصيل.
7. الاشتراك مع الجهات ذات العلاقة في تحديد مقدار الدعم المركزي السنوي للوحدات الإدارية ومتابعة توزيعه بعد اقراره.
8. متابعــــة تحصيل وتوريد الموارد العامــــة المشتركــــة لمصلحة الوحدات الإدارية وتنظيم حساباتها.
9. اقتراح توزيع الدعم المركزي السنوي والموارد العامة المشتركة بين الوحدات الإدارية بالتنسيق مع وزارة التخطيط طبقاً للمعايير والإجراءات المحددة في القانون ولوائحه.
10. تصميم الانماط التنظيمية من نماذج استمارات وتقارير وسجلات لعمل المجالس المحلية وكذا التنسيق مع الجهات ذات العلاقة بشأن تصميم اشكال تنظيمية موحدة لاساليب عمل الأجهزة التنفيذية في الوحدات الإدارية.
11. الرقابة على أعمال السلطة المحلية في الوحدات الإدارية وانتظام اجتماعاتها وتقييم ادائها وتكريم المتميزة منها ورفع تقارير منتظمة بنتائج ذلك إلى الجهات المختصة.
12. اقتراح سياسات لتعزيز التفاعل بين نظام السلطة المحلية والمجتمع المحلي ومنظماته الاجتماعية وقطاع الأعمال فيه ومتابعة ومراقبة تنفيذها.
13. تنمية وتشجيع مشاركة المجتمع في التنمية المحلية ووضع القواعد المنظمة لها وتفعيل دور المجالس المحلية في تحقيق هذا الهدف.
14. وضع القواعد والمعايير المنظمة لتقييم أداء الوحدات الإدارية.
15. ابلاغ الوحدات الإدارية بما يصدر عن رئيس الجمهورية ورئيس مجلس الوزراء والوزير من قرارات وتوجيهات وتعاميم ذات صلة بانشطة السلطة المحلية.
16. التوعية بنظام السلطة المحلية بمختلف الوسائل الإعلامية بما في ذلك إصدار المطبوعات والكتيبات وكذا التعريف به في المحافل العربية والدولية.
17. متابعــــة الوحدات الإداريـة لإعداد ورفع مشاريـــع الخطط والموازنات السنوية للوحدات الإدارية في مواعيدها المحددة واتخــاذ ما يلزم بشأنها وفقاً للقانون ولوائحه.
18. ابلاغ الوحدات الإدارية بما يخصها من موازنات وخطط معتمدة.
19. مراقبة تنفيذ مشاريع خطط التنمية الاقتصادية والاجتماعية في الوحدات الإدارية.
20. التنسيق مع إدارات الصناديق أو المشاريع العامــــة ذات الطابع الاجتماعي والخدمي والعاملــــة في مجال التنمية الريفية في كافة المسائل التي تخدم سياسات التنمية الخدمية والاجتماعية وتنمية المرأة في المجتمعات المحلية.
21. تطبيق القواعد المتعلقــــة بالشئون الوظيفية الخاصة بخدمة المحافظين ووكلاء المحافظات ومديري عموم المديريات واخلاء عهدهم عند تعيين البديل لأي منهم.
22. وضع برامج لتوعية وتنمية المرأة وتشجيع مشاركتها في العمل المحلي.
23. اقتراح التصورات والاليـــــات المنفــذة لاحكام المـــــادة (156) من القانـــون ومتابعة تنفيذهــــا بعد اعتمادها.
24. تنظيم أعمال عقال الحارات والأحياء والقرى وطريقة اختيارهم.
25. الاشتراك مع الأجهزة المركزية المعنية في تنظيم وإدارة الحملات الوطنية.
26. أي مهام أخرى تقتضيها طبيعة وظيفتها أو مقتضيات تطبيق نظام السلطة المحلية أو القوانين والقرارات النافذة.

## مهام واختصاصات الوزير
لى الوزير الإشراف على تنفيذ قانون السلطة المحلية وإدارة شئون الوزارة وتوجيه إداراتها وتنفيذ السياسة العامة للدولة في نطاق الوزارة وفقاً للدستور والقوانين واللوائح والقرارات النافذة ويعتبر الرئيس الأعلى فيها ويديرها طبقاً لمبدأ المسئولية الشخصية والتشاور الجماعي بشأن القضايا الأساسية ويتحمل المسئولية الفردية عن نشاط الوزارة بشكل كامل أمام مجلس الوزراء، ويمارس على وجه الخصوص المهام والاختصاصات الآتية:
1. يصدر القرارات والأوامر والتعليمات والتوجيهات اللازمة لإدارة وتخطيط وظائف ومهام الوزارة.
2. يشرف ويوجه ويراقب مرؤوسيه ويطلب منهم تقديم التقارير ويشرف على تنفيذ المهام الأساسية للوزارة والمرافق التابعة له، ويحق له تعديل أو إلغاء قراراتهم إذا كانت مخالفة للقانون والنظم والقرارات النافذة أو لأغراض تحسين تنفيذ المهام.
3. يشرف على وضع خطة الوزارة ضمن خطة مجلس الوزراء ويتابع تنفيذها ويقوم بتقديم التقارير عن مستوى تنفيذ قرارات مجلس الوزراء إلى المجلس حسب النظام، كما يشرف على وضع الخطط والبرامج التنفيذية لإعمال الوزارة والمرافق التابعة له ويتابع ويقيم تقارير إنجازها.
4. يشكل مجلس الوزارة واللجان الاستشارية وأية لجان أخرى تقتضيها طبيعة العمل.
5. يصادق على قرارات مجلس الوزارة وقرارات مجالس الإدارة للمرافق التابعة له أو إلغائها أو تعديلها أو تجميدها وفقاً للقانون.
6. يبلغ رئيس الوزراء ومجلس الوزراء بالحوادث والمخالفات الجسيمة لنظام الدولة وسياستها وما يخل بتنفيذ القوانين والقرارات أو ما يعطلها.
7. ينسق مع الــــوزراء المعنيين ورؤسـاء أجهزة السلطـــة المركزية الأخرى في المسائل الداخلة في اختصاصاتهم للارتقاء بمستوى عمل الوزارة والوحدات الإدارية.
8. يرشح المحافظين ووكلاء المحافظات ومديري عموم المديريات ويشرف على أعمالهم ويقيم أدائهم ويوجههم لتحسين تنفيذ المهام طبقاً لقانون السلطة المحلية ولوائحه.
9. يرشح الكوادر القيادية في الوزارة والمرافق التابعة له وتأهيلهم وترقيتهم وفقاً للقوانين والأنظمة النافذة.
10. يمارس كافة المهام والصلاحيات الأخرى المنصوص عليها في قانون السلطة المحلية ولوائحه والقوانين والقرارات الأخرى النافذة.

## مهام واختصاصات وكيل الوزارة
1. الإشراف المباشر على نشاط القطاع في حدود القوانين والقرارات وكذا التوجيهات الصادرة من الوزير.
2. التنسيق بين الإدارات العامة التي يتألف منها القطاع ويعقد الاجتماعات اللازمة لهذا الغرض.
3. متابعة تنفيذ مهام وأعمال وبرامج الإدارات العامة التابعة للقطاع.
4. تقييم مستوى الأداء وتنفيذ النشاط في القطاع وتقديم المقترحات الهادفة تنمية وتطوير العمل به.
5. إصدار التوجيهات والتعليمات التنفيذية والإدارية لمرؤوسية في تنفيذ مهام القطاع.
6. القيام بأي اختصاصات أو مهام أخرى تنص عليها القوانين واللوائح والقرارات النافذة.

## مهام واختصاصات مجلس الوزارة
يتولى مجلس الوزارة تقديم المشورة للوزير في المسائل المتعلقة بنشاط الوزارة وخاصة:
1. خطة العمل السنوية.
2. الخطة المالية وخطة القوى البشرية للوزارة.
3. تنمية وتطوير البنية التشريعية لنظام السلطة المحلية.
4. تنمية وتطوير أساليب العمل في الوحدات الإدارية.
5. تطوير مهام الوزارة وتنظيم أعمالها وتعديل هياكلها.
6. أي مواضيع أخرى يرى الوزير عرضها على المجلس.
7. يصدر الوزير نظاماً لسير أعمال المجلس ومواعيد اجتماعاته.

## وصلات خارجية
- الصفحة الرئيسية للوزارة